# Harrtjärnarna (Idre socken, Dalarna, 690339-134069)
Harrtjärnarna är en sjö i Älvdalens kommun i Dalarna och ingår i Dalälvens huvudavrinningsområde. Sjön har en area på 0,108 kvadratkilometer och ligger 744,2 meter över havet.

## Delavrinningsområde
Harrtjärnarna ingår i det delavrinningsområde (690312-134008) som SMHI kallar för Mynnar i 690394-134155. Medelhöjden är 771 meter över havet och ytan är 9,72 kvadratkilometer. Det finns inga avrinningsområden uppströms utan avrinningsområdet är högsta punkten. Vattendraget som avvattnar avrinningsområdet har biflödesordning 5, vilket innebär att vattnet flödar genom totalt 5 vattendrag innan det når havet efter 514 kilometer. Avrinningsområdet består mestadels av skog (27 procent), sankmarker (45 procent) och kalfjäll (19 procent). Avrinningsområdet har 0,24 kvadratkilometer vattenytor vilket ger det en sjöprocent på 2,4 procent.